# 川本喜八郎
川本 喜八郎（かわもと きはちろう、1925年〈大正14年〉1月11日 - 2010年〈平成22年〉8月23日）はアニメーション作家、人形作家。
日本を代表する人形アニメ監督。多摩美術大学客員教授（2002年～2003年）。
紫綬褒章（1988年受章）。勲四等旭日小綬章（1995年受章）。日本アニメーション協会会長（1996年～2010年）。日本アニメーション協会名誉会長（初代）。日本人形玩具学会代表委員（2006年～2008年）。飯田市川本喜八郎人形美術館初代館長（2007年～2010年）。

## 経歴
東京都渋谷区千駄ヶ谷出身。小学校時代から人形を作りはじめていた。旧制横浜高等工業学校（現在の横浜国立大学工学部）建築学科（中村順平に師事）を卒業後、1946年に東宝撮影所美術部に入社。1947年、『今ひとたびの』（五所平之助監督）、『戦争と平和』（山本薩夫・亀井文夫共同監督）『女優』（衣笠貞之助監督）に松山崇らをサポートする美術スタッフとして参加するが、まもなく、いわゆる東宝争議に巻き込まれる。
東宝の争議中から、松山崇の誘いで、飯沢匡が編集を担当する「アサヒグラフ」「玉石集」（1953年に単行本として出版された）の人形を使った社会風刺写真制作に関わり、初めてプロとして人形をつくる。
1950年に『暁の脱走』（谷口千吉監督）を最後に東宝を解雇されると、フリーの人形美術家となる。飯沢匡に見い出されて人形を使った出版物やCM製作などの仕事に取り組むようになる。
1951年から「アサヒビール」のキャラクター「ほろにが君」（土方重巳が原画を元にアレンジ）や三ツ矢サイダーの「三ツ矢嬢」の人形化に携わり、それらの写真は同社のPR雑誌であった「ほろにが通信」の表紙に使われ、さらにそれは中吊りポスターなどに掲載された。
この頃、多くの人形劇・アニメーション関係者が影響を受けたイジー・トルンカの『皇帝の鴬』を見て、人形アニメーションにのめり込むようになり、1953年、飯沢匡、持永只仁、土方重巳、カメラマンの隅田雄二郎らと「人形芸術プロダクション」（NGプロ）を立ち上げた。
1953年、「人形芸術プロダクション」の仲間とともに「アサヒビール」のキャラクター「ほろにが君」を主人公とした企業PR映画『ほろにが君の魔術師』（日本で初めての人形アニメーションとされる）、1956年に『ビールむかしむかし』を制作。
1954年から、飯沢匡、土方重巳、カメラマンの隅田雄二郎とともに、『あかずきんちゃん』『じゃっくとまめのき』『ぴーたーとおおかみ』『三びきのこぶた』などを出版。1957年の『へんぜるとぐれーてる』まで「人形芸術プロダクション」の制作の下に、23冊がトッパンから発行された。これらの絵本には、実写映画で培った映画美術の縮尺版としてのエッセンスが凝縮されており、後の人形アニメーションの背景美術・ミニチュア装置技術の原形がうかがわれる。これらの人形絵本を見ると、人形アニメーションの各場面を切り取ったスティール写真ではないかと錯覚するのはそのためである。
続いて1956年、人形映画製作所と電通映画社の下で、『ちびくろさんぼのとらたいじ』、1957年に『ちびくろさんぼとふたごのおとうと』『ふしぎな太鼓』、1958年に『こぶとり』の制作に関わる。
1958年、人形を利用したテレビCMや広告、絵本などの制作会社、シバプロダクションを設立、常務取締役となる。シバプロダクション設立後、1960年代に入ってもシバプロダクションを拠点に人形写真絵本の制作に関わり、同シリーズの海外版なども出版された。「アサヒビール」の他に、「ミツワ石鹸」などのCMやNHKの人気子ども向け番組『おかあさんといっしょ』（箱の中からウサギ、クマ、ゾウなどの人形がでてくるという精緻なオープニングアニメ）、『魔法のじゅうたん』のオープニングの人形アニメーションの制作に関わり、人形アニメーションへの国民的な注目を高めた。
1962年にシパプロダクションを退社。1963年、チェコスロバキアに渡りイジー・トルンカに師事する。その後ポーランド、ハンガリー、ルーマニア、ブルガリア、ソ連、中央アジアと各国を渡り歩きユーリ・ノルシュテイン、ロマン・カチャーノフとも親交を深める。
フリーの作家となった後、数々の人形アニメーションの制作を手がけ、同時に、人形劇の実演も続けた。1971年から岡本忠成と合同で作品上映会「パペットアニメーショウ」を開催し、年1度のペースで（途中休止期間あり）1980年、第6回まで続いた。
1982年、NHK人形劇『三国志』の人形美術を担当。子ども向けの番組ながら大人の鑑賞に十分に堪える作品を提供した。2007年3月25日、長野県飯田市に「川本喜八郎人形美術館」がオープン。製作に携わった作品の人形が随時入れ替えられて展示されている。
2010年8月23日、肺炎のため死去した。85歳。2012年には渋谷ヒカリエに川本喜八郎人形ギャラリーがオープンした。
NHK『人形劇 三国志』に実際に使用された人形は飯田市の川本喜八郎人形美術館が所蔵している。一方、NHK『人形歴史スペクタクル 平家物語』に実際に使用された人形は川本喜八郎人形美術館のほか渋谷ヒカリエの川本喜八郎人形ギャラリーも所蔵している。なお、川本は曹操が好きで、渋谷ヒカリエの川本喜八郎人形ギャラリーには晩年、渋谷区から依頼を受けて制作した三国志のシリーズが展示されている（死去によりシリーズは未完となった）。『項羽と劉邦』を題材にした人形劇も制作されていたが川本喜八郎の死去により実現していない。項羽や劉邦ら7体は完成、この他に20体余りは頭部（カシラ）が出来ていた。
偶然か、川本が亡くなった8月23日は、人形劇三国志で川本が制作した諸葛孔明の命日にあたる。

## 作品
- 1968年 - 『花折り』
- 1970年 - 『犬儒戯画』
- 1972年 - 『鬼』（第27回毎日映画コンクール 大藤信郎賞）

- 1973年 - 『旅』
- 1974年 - 『詩人の生涯』（原作・安部公房・第29回毎日映画コンクール 大藤信郎賞）
- 1976年 - 『道成寺』（第31回毎日映画コンクール 大藤信郎賞、アヌシー国際アニメーション映画祭エミール・レイノー賞&観客賞）
- 1979年 - 『火宅』
- 1981年 - 『蓮如とその母』
- 1982～1984年 - NHK『人形劇 三国志』
- 1993～1995年 - NHK『人形歴史スペクタクル 平家物語』
- 1988年 - 『不射之射』（中国との合作）
- 1990年 - 『いばら姫またはねむり姫』（チェコとの合作）
- 1991年 - 『注文の多い料理店』（監督・岡本忠成急逝に伴い、監修として引き継いだ）
- 2003年 - 『連句アニメーション「冬の日」』（第7回文化庁メディア芸術祭アニメーション部門大賞）
- 2005年 - 『死者の書』（第39回シッチェス・カタロニア国際映画祭アニメーション部門特別賞受賞）

## 著書
- シンデレラ 飯沢匡 文,川本喜八郎 人形,土方重己 絵 トッパン 1952 (トッパンのストーリーブック ; 1)
- ロビンフッドの冒険 飯沢匡 文,川本喜八郎 人形,土方重巳 絵 トッパン 1952 (トッパンのストーリーブック ; 2)
- ヘンゼルとグレーテル 飯沢匡 文,川本喜八郎 人形,土方重巳 絵 トッパン 1953 (トッパンのストーリーブック ; 3)
- アラジンとふしぎなランプ 飯沢匡 文,川本喜八郎 人形,土方重巳 絵 トッパン 1953 (トッパンのストーリーブック ; 4)
- にんぎょひめ 飯沢匡 文,川本喜八郎 人形,土方重巳 絵 トッパン 1953 (トッパンのストーリーブック ; 6)
- しらゆきひめ 飯沢匡 文,川本喜八郎 人形,土方重巳 絵 トッパン 1953 (トッパンのストーリーブック ; 6)
- じんじろべえ 筒井敬介 著,川本喜八郎 絵 あかね書房 1968 (創作児童文学選 ; 2)
- おおきなかぶ : ロシア民話よりツッピンとびうお 香山美子 文 ; 川本喜八郎 他絵,団伊玖磨 他監修 小学館 1971 (こどものメロディー ; 9)
- あさムウくんがまどからみたもの かたおかひかる ぶん,かわもときはちろう え 日本放送出版協会 1973 (NHKヤンヤンムウくん ; 1)
- ぼくはぼくきみはきみ かたおかひかる ぶん,かわもときはちろう え 日本放送出版協会 1973 (NHKヤンヤンムウくん ; 2)
- はなをむしったムウくん かたおかひかる ぶん,かわもときはちろう え 日本放送出版協会 1973 (NHKヤンヤンムウくん ; 3)
- あめのひのおんがくかい かたおかひかる ぶん,かわもときはちろう え 日本放送出版協会 1973 (NHKヤンヤンムウくん ; 4)
- あらしのばんに かたおかひかる ぶん,かわもときはちろう え 日本放送出版協会 1973 (NHKヤンヤンムウくん ; 5)
- ムゥくんがめをさますと かたおかひかる ぶん,かわもときはちろう え 日本放送出版協会 1973 (NHKヤンヤンムゥくん ; 6)
- 『三国志百態』アニドウ、1984年1月26日。
- 川本喜八郎 : アニメーション&パペット・マスター ニュータイプイラストレイテッド・コレクション 川本喜八郎 [作] 角川書店 1994
- 「新・平家物語」人形絵巻 : NHK人形歴史スペクタクル「平家物語」より 吉川英治 原作,川本喜八郎 人形,田村実 撮影 日本放送出版協会 1994
- チェコ手紙&チェコ日記 : 人形アニメーションへの旅/魂を求めて 川本喜八郎 著 作品社 2015